# ملعب بايكور
ملعب بايكور (Paycor Stadium)، سابقًا ملعب بول براون ، هو ملعب رياضي أميركي يقع في مدينة سينسيناتي، أوهايو. يعتبر الملعب هو ملعب فريق سينسيناتي بنغالز المنافي في كرة القدم الأمريكية. تم افتتاحه في 19 آب 2000. سمي الملعب على اسم مؤسس الفريق بول براون. و مساحة الملعب في حوالي 22 فداناً (8.9 هكتار) من الأرض، وله قدرة استيعاب 65535 متفرج. يلقب ملعب بول براون من قبل الجماهير بإستاد "الغابة"، في إشارة إلى موطن اسم الفريق بنغالز والذي يعني نمور البنغال مترجماً من الإنكليزية.
تستمتع الجماهير بخيارات جلوس متعددة منها الأجنحة الخاصة وعددها 114 مقعداً ومنها مقاعد الدرجة الأولى وعددها 7600 مقعداً. تتضمن وسائل الراحة في مقعد مثل المواد الغذائية والمشروبات وخدمة الوصول إلى صالات الفريق ومطاعمه لتناول الطعام.

## صور من الملعب

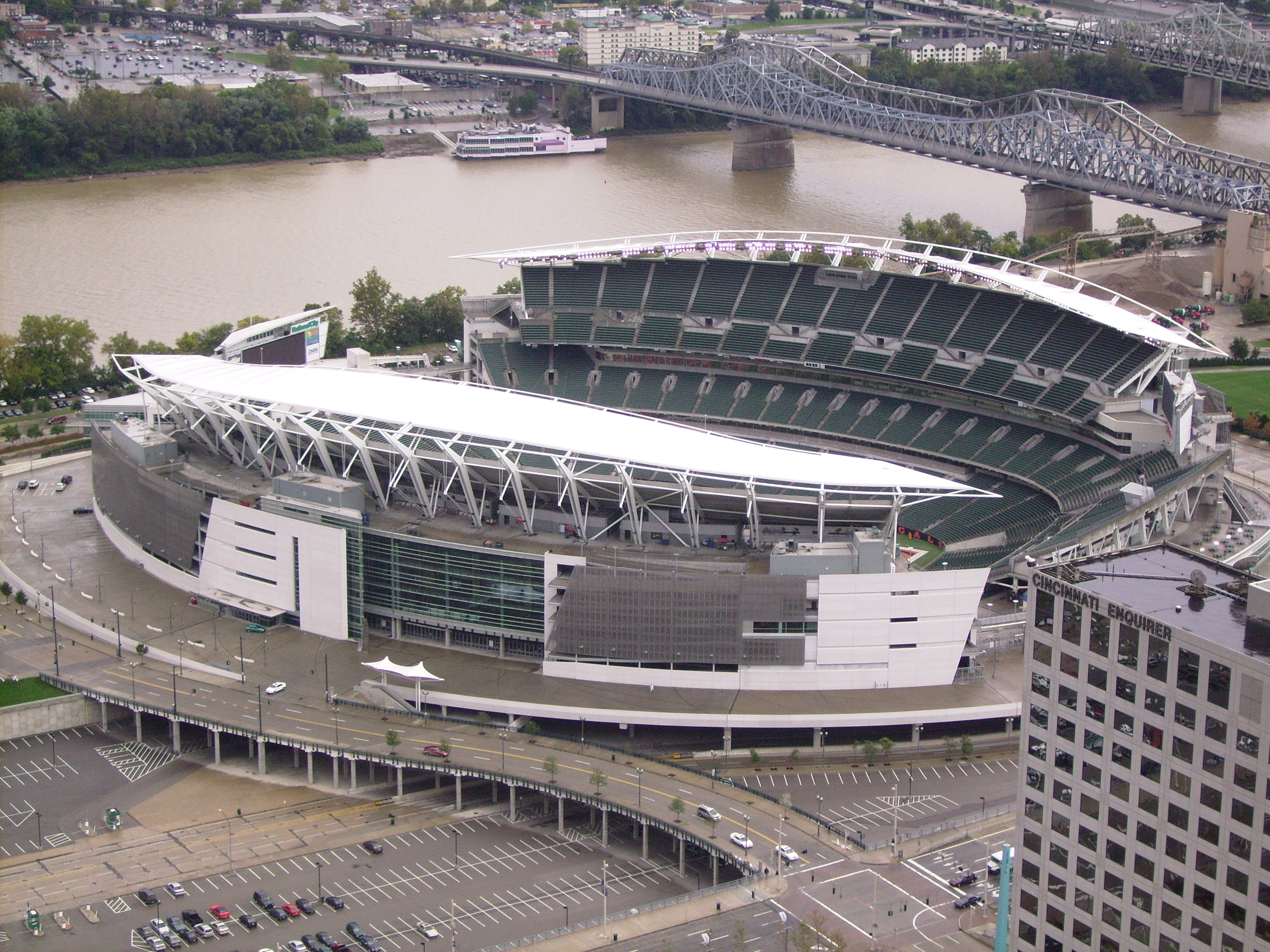
ملعب بول براون يظهر على ظفة النهر.
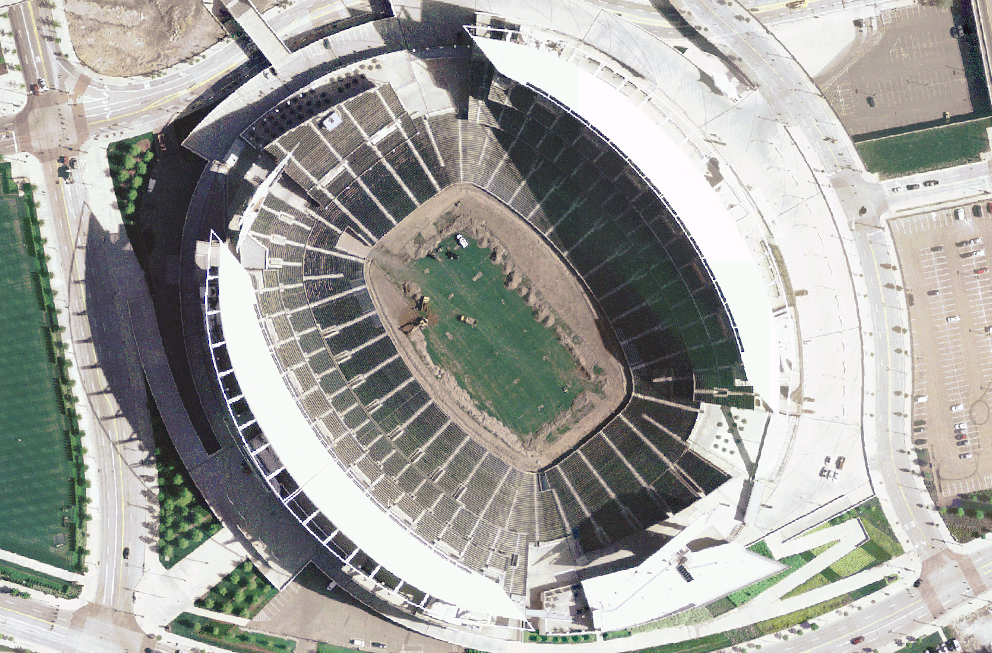
ملعب بول براون خلال عمليات الترميم.